# Valeriana bractescens
Valeriana bractescens är en kaprifolväxtart som först beskrevs av William Jackson Hooker, och fick sitt nu gällande namn av Höck. Valeriana bractescens ingår i släktet vänderötter, och familjen kaprifolväxter. Inga underarter finns listade i Catalogue of Life.